# Montoliu
Montoliu de Lérida, o Montoliu en catalán y oficialmente Montoliu de Lleida, es un municipio español de la provincia de Lérida, en la comarca del Segriá, situado al SO. de la capital comarcal y a la izquierda del río Segre.

## Geografía humana

### Demografía
Cuenta con una población de 475 habitantes (INE 2024).
| Gráfica de evolución demográfica de Montoliu de Lérida entre 1842 y 2021 |
| |
| Población de derecho según los censos de población del INE Población de hecho según los censos de población del INEEn estos censos se denominaba Montolíu de Lérida: 1842 En estos censos se denominaba Montoliu: 1857, 1860, 1877, 1887, 1897, 1900, 1910, 1920, 1930, 1940, 1950, 1960, 1970 y 1981 |

| 1900 | 1930 | 1950 | 1970 | 1981 | 1986 |
| ---- | ---- | ---- | ---- | ---- | ---- |
| 439  | 526  | 459  | 445  | 411  | 447  |